# رمزي سفوري
رمزي سفوري (مواليد 21 أكتوبر 1995) هو لاعب كرة قدم إسرائيلي يلعب في مركز خط الوسط المهاجم في نادي هبوعيل بئر السبع.

## روابط خارجية
- رمزي سفوري على موقع إي إس بي إن إف سي (الإنجليزية)
- رمزي سفوري على موقع قاعدة بيانات كرة القدم.إي يو (الإنجليزية)
- رمزي سفوري على موقع ناشيونال فوتبول تيمز (الإنجليزية)
- رمزي سفوري على موقع Soccerway.com (الإنجليزية)
- رمزي سفوري على موقع عالم كرة القدم.نت (الإنجليزية)
- رمزي سفوري على موقع AS.com (الإسبانية)